# Bolesław Dobkowski
Bolesław Dobkowski (ur. 2 lutego 1898, zm. 15 kwietnia 1976) – polski rolnik, Sprawiedliwy wśród Narodów Świata, weteran wojny polsko-bolszewickiej

## Życiorys
Bolesław Dobkowski mieszkał z żoną Apolonią i pięcioma synami: Tadeuszem, Mieczysławem, Wincentym, Janem i Stanisławem w Zanklewie w pobliżu miejscowości Wizna. Prowadził gospodarstwo rolne, na które uzyskał środki, pracując z Ameryce. We wrześniu 1942 r. rodzina Dobkowskich udzieliła schronienia znajomej rodzinie żydowskiej Lewinów z Wizny. Do gospodarstwa Dobkowskich zostali przyprowadzeni przez żołnierzy Armii Krajowej, z którymi Bolesław współpracował. Dwaj starsi synowie krawca Izraela Lewina zostali zastrzeleni przez Niemców w Lesie Giełczyńskim. Izrael, jego żona Haszka-Fajga (lub Fejga) Lewin z domu Kijak oraz potomstwo Icchak i Ida (lub Jan i Teresa) spędzili w domu Bolesława trzy lata. Ich kryjówką był schowek pod szafą w dużym pokoju. Ponieważ do tego pokoju miał nagle wprowadzić się oficer niemiecki, Dobkowscy zdecydowali się przeprowadzić Lewinów do ziemianki wykopanej w polu. Jesienią 1943 r. Izrael Lewin został aresztowany przez niemieckiego żołnierza podczas pracy w gospodarstwie. Dzięki operacji zorganizowanej przez rodzinę Dobkowskich, Izrael został uwolniony z aresztu zanim zorientowano się o jego żydowskim pochodzeniu. Po ustaniu działań wojennych w okolicy, w lipcu 1944 r. Lewinowie przeprowadzili się do Łodzi. W 1945 r. Bolesław został pobity do nieprzytomności, a jego  gospodarstwo ograbione za pomoc jakiej udzielił Żydom. Przed emigracją do Izraela w latach 50., z wdzięczności za udzieloną im pomoc, Lewinowie przepisali na Dobkowskich akt własności ich mieszkanie w Wiźnie. Lewinowie wymieniali listy z rodziną Dobkowskich a także słali im paczki, jednak kontakt urwał się w 1968 r. W latach 80. rodziny odnowiły kontakt.
W 1991 r. Bolesław Dobkowski wraz z żoną Apolonią oraz dziećmi; Tadeuszem, Mieczysławem i Wincentym zostali odznaczeni medalami Sprawiedliwych wśród Narodów Świata.